# 세벌식 자판
세벌식 자판은 한글 낱자를 세 벌(첫소리 한벌, 가운뎃소리 두벌, 끝소리 세벌)로 나누고, 벌이 다른 낱자는 서로 다른 글쇠 자리에서 넣거나 서로 다른 입력 방법으로 넣게 한 한글 자판이다. 일반에 가장 널리 알려진 종류는 공병우가 개발한 타자기 자판인 "공세벌식" 자판이다. 공세벌식을 바탕으로 1990년대 이후에 실용화한 세벌식 속기 자판들과 신세벌식 자판 등도 세벌식 자판에 속한다. 빠른 타자를 추구하는 속기 전문가나 일반 사용자가 주로 사용하며, 일반적으로 표준 두벌식을 전자기기 자판에 적용하여 사용한다. 국가 표준으로 자리 잡지 못해 두벌식에 비해 사용자가 적다. 
큰 틀에서 세벌식 자판은 입력 방식에 따라 이어치기 방식과 모아치기 방식으로 나눈다. 입력 방식과 함께 첫소리, 가운뎃소리, 끝소리 낱자들이 놓이는 배열 방식을 따져 공병우식, 안마태식 등으로 종류를 더 잘게 나눈다.
세벌식 자판은 셈틀(컴퓨터)의 정보처리 관점에서 첫소리, 가운뎃소리, 끝소리의 개념을 일관성 있게 유지한다. 셈틀에서 로마자의 A와 a가 다른 부호값으로 처리하듯이 한글의 첫소리 ㄱ과 끝소리 ㄱ도 다른 문자 정보로 처리한다. 세벌식 자판은 첫소리와 끝소리를 다른 글쇠 자리에서 넣으므로, 한글 입력기에서 두벌식 자판보다 단순한 오토마타로 구현한다. 세벌식 자판의 종류에 따라 두벌식 자판으로 쓸 수 없는 입력 기능이 있다. 이를테면 함께 누르는 글쇠 조합을 다양하게 이용하는 모아치기나 줄여넣기(약법)로 글을 넣는 속도를 높이기도 하고, 모아주기 기능으로 낱자 차례가 어긋나서 생기는 오타를 바로잡기도 한다.
2000년대 이후 윈도우, 맥 OS 등은 공세벌식 자판을 기본으로 지원한다. 그러나 두벌식 자판보다 쓰는 이가 적고, 아직 어느 배열도 국가 표준 규격으로 채택되지 않았다.

## 역사
공병우는 1949년에 세벌식 자판을 쓰는 한글 수동 타자기를 일반에 선보였다. 1951년부터 한국군의 행정 업무에 수동식 공병우 타자기를 쓰기 시작한 뒤에 이 타자기에 쓰인 공세벌식 자판(공병우 세벌식 자판)이 널리 실용성을 인정받는 한글 자판으로 자리 잡았다. 그 뒤에 전신 타자기(인쇄 전신기), 전동 타자기, 자동 식자기 등 여러 기기에 맞추어 변형한 공세벌식 자판들이 나왔다. 공병우는 앞서 내놓은 자판 배열을 보완하면서 새로운 기기에 맞추어 세벌식 배열을 다듬는 작업을 거듭하였다. 이 작업은 공병우가 세운 사설 문화 단체인 한글 문화원이 1990년대에 "3-90 자판"과 "3-91 자판"(공병우 최종 자판)을 발표할 때까지 이어졌다. 전자 기기인 셈틀(컴퓨터)에서도 타자기에서 이어진 공세벌식 자판을 두벌식 자판과 적용했다.

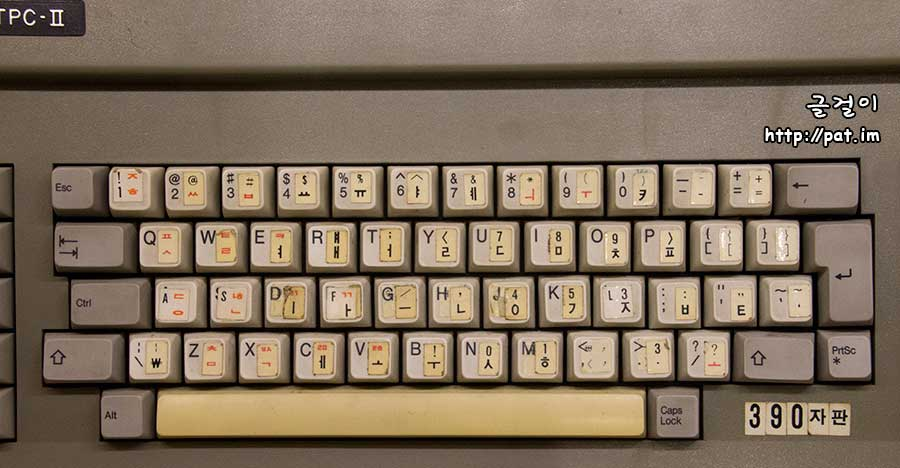
한글문화원에서 나누어 준 3-90 자판 딱지를 붙인 글쇠판

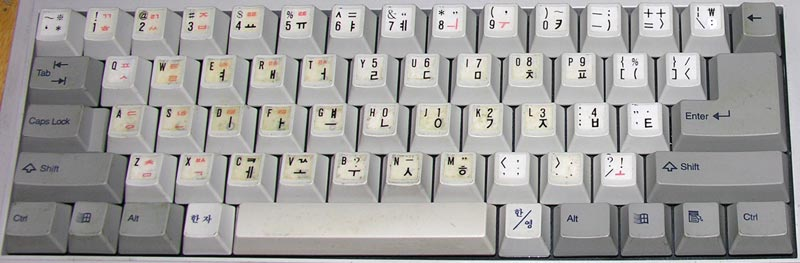
한글문화원에서 나누어 준 3-91 자판 딱지를 붙인 글쇠판

한글문화원에서 보급한 3-90 자판과 3-91 자판(공병우 최종 자판)은 윈도우, 리눅스, 맥 OS 등 주요 운영체제들의 기본 입력기들이 지원하며, 사용자가 선택하는 세벌식 자판이다. 한글문화원은 자판 글쇠에 덧붙여 쓰는 딱지를 PC 통신의 전자우편으로 신청받아 우편으로 나누어 주는 방법으로 1990년대 중반까지 3-90 자판과 3-91 자판을 보급하였다.
그 뒤에도 이미 나온 배열을 특수한 목적에 맞추어 응용하거나 더 개선한 공병우 계열 자판들이 제안되었다. 1990년에 안종혁은 3-90 자판을 바탕으로 하여 윗글 쇠(⇧ Shift)를 쓰지 않고 한글을 넣는 안종혁 순아래 자판을 제안하였고, 1993년에 김경석은 3-90 자판을 바탕으로 옛 한글을 넣게 바꾼 3-93 옛 한글 자판을 제안하였다. 1990년대 중반 이후에는 3-90 자판 또는 3-91 자판을 개선·절충하는 것을 목표로 하는 공세벌식 자판들이 더 등장했다.
1980년대까지 세벌식 자판 가운데 컴퓨터나 타자기 등에서 쓰도록 구현되어 실용성을 널리 인정받은 것은 공세벌식 자판뿐이었다. 전자기기 자판에 점차 표준형 두벌식을 적용하며 빠른 타자 속도인 세벌식 사용이 줄었다. 1990년대부터는 공세벌식이 아닌 다른 세벌식 자판들도 전자 기기에 적용했다. 의회 등에서 속기록을 작성할 때 쓰는 CAS 속기 자판은 첫소리/가운뎃소리/끝소리를 함께 눌러 넣는 모아치기에 적합한 글쇠 배열을 가진 자판이다. 1995년에 신광조는 공세벌식 자판과 비슷한 배열을 쓰면서 전자식 입력 특성을 활용하여 공세벌식 자판보다 더 적은 글쇠로 한글을 넣게 한 신세벌식 자판을 내놓았다. 2003년에는 안마태가 일반 컴퓨터 자판 규격으로 모아치기를 하도록 만든 안마태 소리 글판을 발표하였다.

## 종류별 특징

### 이어치기 계열

#### 공세벌식 자판

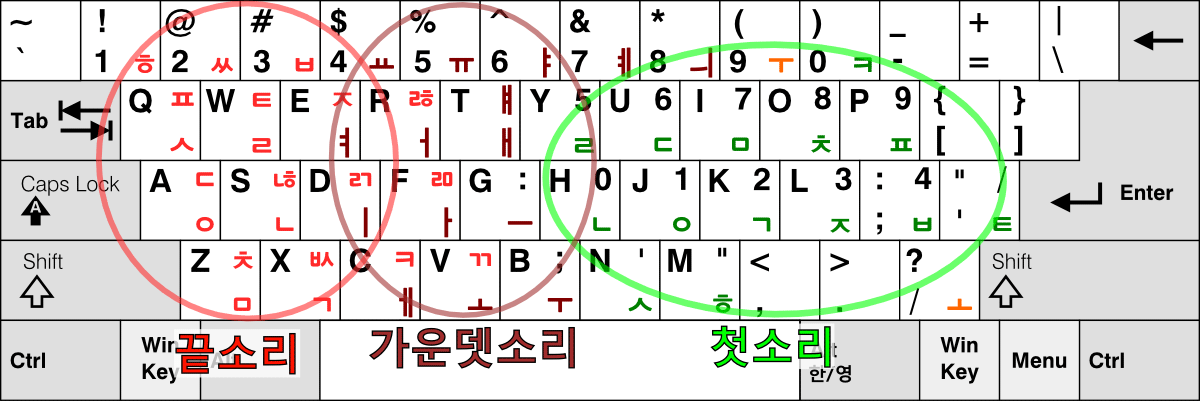
공병우 자판의 짜임새

공세벌식 자판은 공병우 세벌식 자판을 줄인 이름이다. 첫소리를 오른손 자리, 가운뎃소리(홀소리)를 왼손 자리의 오른쪽, 끝소리(받침)를 맨 왼쪽 두는 배열 방식을 기본 특징으로 한다. 오른손에서 타자를 시작하여 왼손에서 끝나게 하는 배열 방식은 쌍초점 방식을 쓰는 기계식 타자기를 만들 때의 편의에 맞춘 것이다.
공세벌식 자판은 ㅖ와 받침 ㅆ이 아랫글쇠에 들어가 있어서 표준 두벌식 자판(KS X 5002)보다 윗글쇠(⇧ Shift)를 적게 누른다. 그러나 윗글쇠를 누르고 넣는 한글 낱자의 수는 표준 두벌식 자판보다 많다. 3-90 자판을 기준으로 보면, ㅒ와 홑받침 ㄷ·ㅈ·ㅊ·ㅋ·ㅌ·ㅍ과 ㅆ을 뺀 겹받침들을 윗글쇠를 눌러 넣는다.
공세벌식 자판에는 겹홀소리를 만들 때 쓰는 ㅗ·ㅜ나 겹홀소리 ㅢ가 따로 들어가기도 한다. '오'이나 '운'처럼 홑홀소리만 넣을 때는 ㅗ·ㅜ를 왼쪽 글쇠로 치지만, '와'나 '원' 등의 ㅘ·ㅝ·ㅞ·ㅙ·ㅚ·ㅟ 등을 넣을 때에는 ㅗ·ㅜ를 오른쪽 글쇠에서 치는 식이다.
공세벌식 자판의 왼손/오른손 타수 비율은 표준 두벌식 자판과 거의 같다. 하지만 왼손으로 홀소리와 받침을 이어칠 때에 대체로 2째/3째 손가락으로 홀소리를 넣고 3째/4째/5째 손가락으로 받침을 넣는다. 이 규칙성 때문에 공세벌식 자판이 왼손에 힘이 덜 들고 율동감 있다는 느낌을 받을 수 있다. 하지만 한글을 넣을 때에 영문 자판의 숫자 자리 글쇠까지 써야 할 만큼 한글 낱자가 많이 들어 있어서, 운지 거리가 길고 배열을 익히는 시간이 많이 걸리는 것이 공세벌식 자판의 단점으로 꼽힌다.
공세벌식 자판은 타자기와 셈틀에서 쓸 수 있게 구현되었던 것을 합치면 40가지가 넘을 만큼 변형 배열이 많다. 공세벌식 자판의 배열 종류가 유난히 많은 것은 다음 까닭들이 겹쳤기 때문이다.
- 공세벌식 자판은 첫소리와 끝소리를 다른 손으로 치고, 한글 낱자들이 다른 한글 자판들보다 더 많은 글쇠 영역(4줄)에 들어 있다. 그래서 손가락 거듭치기가 다른 한글 자판들보다 적게 일어나고, 손가락 거듭치기를 늘리지 않는 조건에서 낱자 배치를 바꿀 수 있는 폭이 더 넓다. 바꾸어 말하면, 자판 배열을 군데군데 바꾸기 좋은 짜임새이다.
- 공세벌식 자판은 수동/전동/전신 타자기 등 글쇠 수가 다른 기기들에 맞추어 쓰였다. 새로운 기기가 나오면, 그 기기의 글쇠판 규격에 맞추어 배열을 바꾼 공세벌식 자판이 나오곤 하였다.
- 타자기에서 공세벌식 자판은 사무용 배열이 주로 쓰였지만, 특수한 수요에 맞추어 개발되기도 하였다. 문장용 타자기, 점자 타자기, 한·영 겸용 타자기 등에 저마다 다른 자판 배열이 쓰였다.
- 공세벌식 자판을 써서 한글 기기를 만들고 다듬어 간 공병우는 이미 쓰이고 있던 자판 배열에 문제점이 보이면 조금이라도 빨리 고쳐서 제품에 반영하고 싶어하는 성향이 강했다.[5]
- 윈도우OS에 탑재된 배열은 '세벌식 3-90'과 '세벌식 최종(3-91)' 자판이다. '세벌식 최종(3-91)'자판은 문장용 기호 4개( ·,※,,)가 추가되고 일반기호 12개( ｀,＠,＃,＄,＾,＆,＿,［, ］, ｛, ｝, ｜)가 제외된 문장용 자판이다.

1950년대 초까지 쓰인 초창기 공병우 타자기 자판에는 겹받침이 ㄿ을 빼고 거의 들어갔고, 첫소리는 ㄲ, ㄸ, ㅃ, ㅆ, ㅉ까지 들어갔다. 하지만 그 뒤에 나온 공병우 타자기는 첫소리 겹낱자들이 빠지고, 겹받침 수가 줄고, 기호와 겹홀소리를 만들 때 쓰는 ㅗ·ㅜ가 더 들어갔다. 이는 공병우 타자기에 움직/안움직 글쇠 장치 구성이 바뀌어 나타난 결과이다.
공세벌식 자판은 1990년대에 한글 문화원이 만들고 보급한 3-90 자판과 3-91 자판(공병우 최종 자판)이 주로 쓰이고 있고, 그 뒤에도 한글 문화원이 만든 배열을 응용하거나 개선을 꾀한 배열들이 제안되고 있다.
공세벌식 자판을 바탕으로 여러 변형들이 제안되고 있다(세벌식 자판의 종류 문서 참조). 

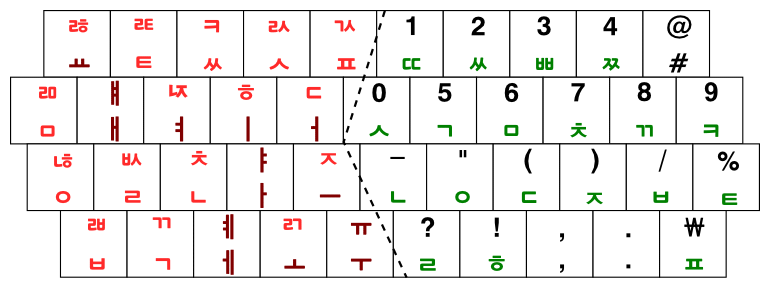
초창기 공병우 타자기 자판 ① (언더우드 타자기 회사 제품)
3-90 자판
3-91 자판 (공병우 최종 자판)

#### 신세벌식 자판(신광조 세벌식 자판)[6]

신세벌식 P2 자판과 공세벌식 3-P3 자판으로 '있습니다'를 칠 때 글쇠 누르는 차례 비교

세벌식 입력 방식의 특성을 살려 첫소리/가운뎃소리/끝소리 낱자를 적는 차례에 따라 한 글쇠로 벌이 다른 두 낱자를 갈마들어(교대로) 넣게 한 세벌식 자판 배열이다. 원안은 가운뎃소리와 끝소리를 한 글쇠에 넣었다. 배열은 공세벌식 자판에 뿌리를 두고 있지만, 입력 방식이 공세벌식 자판과 다르다.
신광조는 신세벌식 자판의 입력 원리와 원안 배열과 어셈블리 입력 변환 프로그램 소스를 월간 《마이컴》 1995년 10월호 기사를 통하여 '신 3벌식 자판'이라는 이름으로 처음 제안하였고, PC 통신망 하이텔의 '한글프로그래밍 동호회'의 자료실에 배열표가 든 요약 설명문과 입력 변환 프로그램을 공개하였다. 신광조의 원안 배열을 바탕으로 조금씩 배열을 바꾼 변형안들이 뒤이어 나왔다.
신세벌식 자판은 글쇠 하나에 벌이 다른 한글 낱자가 2개씩 들어갈 수 있다. 한 글쇠에 첫소리/가운뎃소리 또는 가운뎃소리/끝소리로 짝지어 들어가는 식이다. 한글 낱자 2개가 들어간 글쇠를 치면, 한글을 모아쓰는 차례에 맞게 때에 따라 다른 낱자가 갈마들어(번갈아) 들어간다. 이 첫가끝 갈마들이를 통하여 신세벌식 자판은 공세벌식 자판보다 더 적은 글쇠로 모아쓰는 한글을 윗글쇠(⇧ Shift)를 쓰지 않고 넣을 수 있다. 신세벌식 자판들에는 겹홀소리를 만드는 데에 쓰이는 ㅗ·ㅜ 등을 합쳐 대체로 29개 글쇠에 47~48개 안팎의 한글 낱자가 들어간다.
신세벌식 자판은 기본 배열에 겹받침이 ㅆ만 들어가고 있다. 그래서 겹받침이 많이 들어간 공세벌식 자판보다 기본 배열에 들어가는 낱자 수가 적다. 윗글쇠를 쓰지 않으면서 3줄 글쇠만으로 한글을 넣을 수 있다. 숫자는 영문 자판과 같은 자리에서 넣을 수 있다. 3-90 자판보다 영문 자판에 더 가까운 기호 배열을 쓸 수 있고, 영문 자판의 기호들을 모두 담고도 5개 이상의 글쇠 자리가 남는다. 남는 글쇠 자리에는 가운뎃점(·)처럼 영문 자판에 없지만 한글 문서에 쓰이는 기호들이 들어가기도 한다. 낱자 조합 규칙을 더 넣고 입력 방식을 변통하여 옛한글을 조합할 수도 있다.
하지만 신세벌식 자판은 왼손가락을 거듭 쓰는 때와 같은 글쇠를 거듭 누르는 때가 공세벌식 자판보다 잦다. 특히 왼손 집게 손가락이 느끼는 피로가 더 크다. 공세벌식 자판은 윗글쇠를 누르면서 타자 동작에 제동이 걸려 왼손가락이 쉴 틈이 있지만, 신세벌식 자판은 그렇지 않기 때문이다. 글쇠를 누르는 차례를 지켜야 하므로, 공세벌식 자판에서 어긋난 낱자 차례를 바로잡는 모아주기 기능은 신세벌식 자판에서 거의 쓸모가 없다.
처음에 신세벌식 자판의 원안은 도스에서 입력 변환 프로그램(SHIN3.COM)을 램에 띄워서 표준 두벌식 자판을 지원하는 응용 프로그램의 글쇠 입력 내용을 가로채어 바꾸는 방법으로 쓸 수 있었다. 요즈음에 신세벌식 자판을 쓰려면 날개셋 한글 입력기와 3beol판 libhangul 보관됨 2014-06-30 - 웨이백 머신처럼 첫가끝 갈마들이를 처리할 수 있는 세벌식 한글 입력기나 한글 라이브러리가 필요하다.

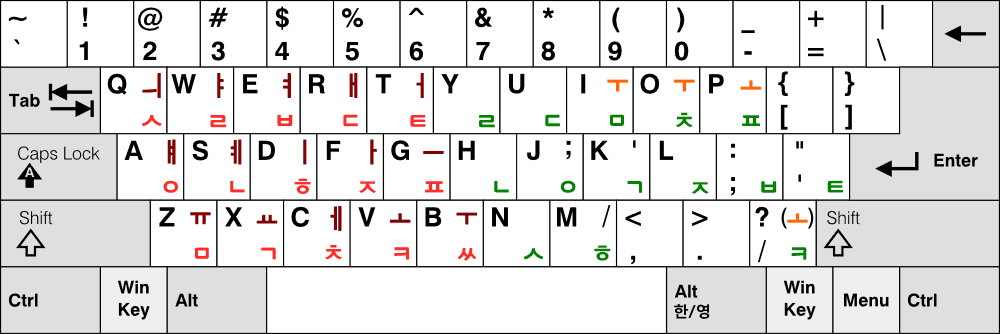
신세벌식 자판 원안 (1995)
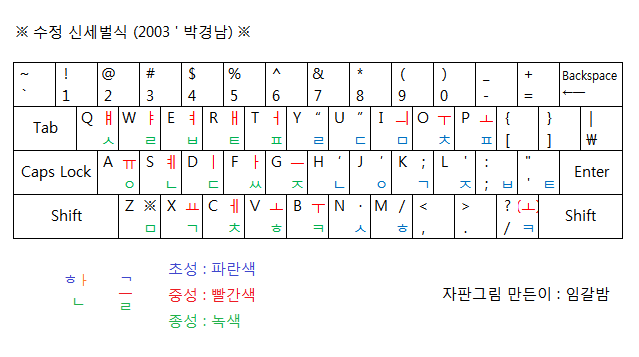
박경남 수정 신세벌식 자판 (2003)
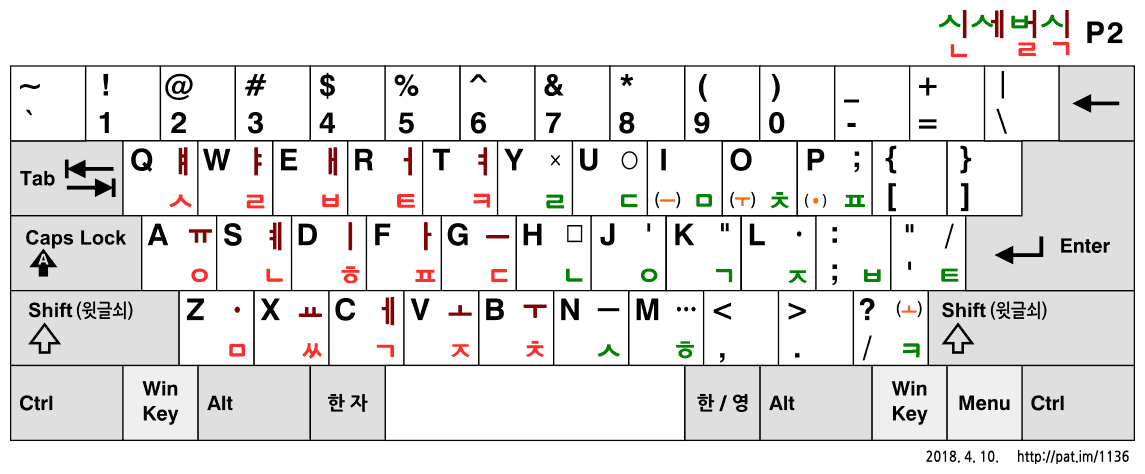
신세벌식 P2 자판 (2018)

### 모아치기 계열

#### 속기 자판
속기자판은 보통 세벌식으로 구성되며, 한국스테노(카스) 와 소리자바 등 전용하드웨어 모델이 많이 쓰이고 있다. 일반적인 컴퓨터 자판과 배열이 다른데, 첫소리가 왼쪽, 가운뎃소리가 가운데 아래쪽, 끝소리가 오른쪽에 놓여 있다. 가운뎃소리를 엄지로 친다.

#### 안마태 세벌식 자판

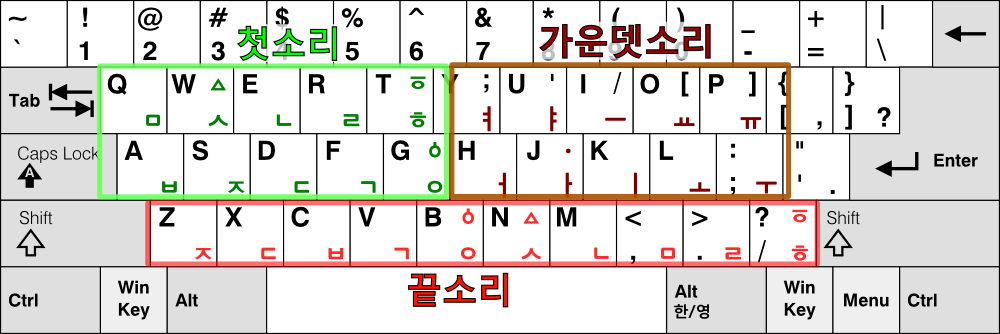
안마태 소리 글판의 짜임새

안마태 세벌식 자판(안마태 소리 글판)은 흔히 쓰이는 컴퓨터 자판으로 모아치기를 할 수 있게 한 한글 자판이다. 속기자판과 조금 다른데, 글씨를 쓰는 차례처럼 첫소리가 왼쪽, 가운뎃소리가 오른쪽, 끝소리가 아래쪽에 놓여 있다. 아래쪽에 놓인 끝소리를 첫째 손가락(엄지)으로 눌러 넣는다. 첫소리/가운뎃소리/끝소리 글쇠를 한꺼번에 눌러 한 낱내씩 넣을 수 있다.
안마태 소리 글판은 본디 한국어를 넣기 위한 배열로 나왔지만, 중국어를 넣을 수 있게 응용한 배열도 개발되었다.

안마태 소리 글판
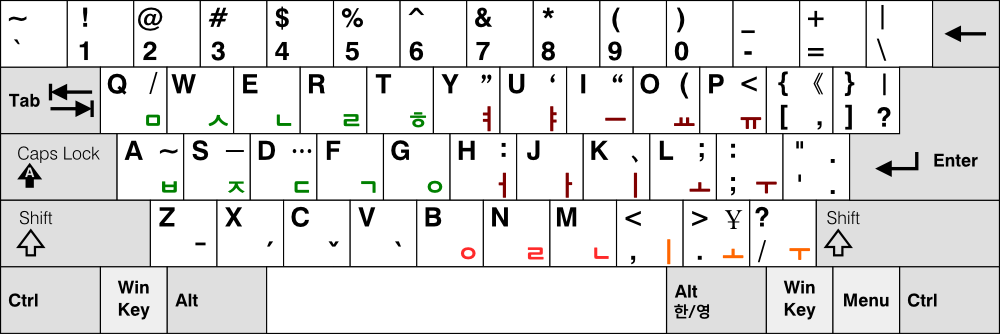
중국어 안마태 소리 글판

## 기타 논의

### 세벌식/삼벌식
‘삼벌식’이라고도 하지만, 세벌식 사용자들은 물건을 셀 때는 ‘삼 벌’이 아니라 ‘세 벌’이라고 해야 어법에 맞는다는 이유로 ‘세벌식’을 권장한다.

### 공세벌식 자판의 모아치기/모아주기
1990년대에 도스, 윈도우, 맥 OS 등 일반 PC의 주요 운영체제들에서 쓰인 한글 입력기들은 공세벌식 자판을 지원하더라도 모아치기나 모아주기는 지원하지 않았다. 1990년대 중반부터 실무에 쓰인 세벌식 속기 자판 제품들을 통하여 '모아치기' 타자법의 원리가 알려졌고, 2000년대에 날개셋 한글 입력기와 새나루를 비롯한 입력기들이 모아치기의 일부 원리를 응용하여 이어치기 자판에서 쓸 수 있는 조합 규칙으로 바꾼 '모아주기'를 구현하였다. 이 모아주기가 '모아치기'라는 이름으로 잘못 알려지면서, 사람들이 모아치기를 공세벌식 자판의 주요 기능으로 잘못 받아들일 수 있는 원인이 되고 있다.
속기 자판들은 엄지 손가락까지 써서 첫소리/가운뎃소리/끝소리를 함께 누르는 모아치기를 하기 좋게 글쇠 배열이 짜여 있지만, 공세벌식 자판은 한 글쇠씩 이어 치는 타자법에 맞추어 배열이 짜여 있다. 그래서 흔히 알려진 공세벌식 자판 배열들은 모아치기를 통하여 속기 자판만큼 타자 속도를 끌어 올리기 좋은 꼴이 아니다. 다만 모아주기를 구현하는 조합 규칙을 통하여 한글 낱자를 넣는 차례가 어긋나서 생기는 오타를 바로잡는 효과를 낼 수는 있다.
공세벌식 자판을 쓰면서 모아주기 기능에 너무 기대는 버릇을 들이면, 모아주기 기능을 쓸 수 없는 입력 환경에서 많은 오타를 내는 원인이 될 수 있다. 그러므로 일반 환경에서는 공세벌식 자판을 쓰려고 익히는 이에게 흔히 '모아치기'라고 알려진 '모아주기' 기능을 쓰는 것을 권장하지 않는다.
다른 한편으로 세모이 자판 보관됨 2015-12-19 - 웨이백 머신처럼 공병우식 배열을 응용하여 모아치기를 하기 좋게 고쳐 만든 세벌식 자판도 있다.

### 세벌식 자판 생산/보급
세벌식 자판은 두벌식 자판에 비하여 쓰는 사람이 적고, 그 가운데 공세벌식 자판은 배열 종류에 따라 쓰는 이들이 나뉘어 있다. 타자기는 글쇠 배열이 제품마다 새겨져 나왔지만, 셈틀 자판은 수요 문제가 걸려서 세벌식 배열이 글쇠에 새겨진 제품이 잘 나오지 못하고 있다. 그래서 일반인들이 눈으로 글쇠 배열을 보며 세벌식 자판을 익힐 기회를 잡기 어렵다.
1990년대 초에 한글문화원은 공병우 계열 자판인 3-90 자판과 3-91 자판을 글쇠에 덧붙이는 딱지(스티커)를 나누어 주는 방법으로 보급했다. 이는 뒷날에 더 개선한 배열을 내놓을 수 있음을 함께 헤아린 임시 방안이기도 했다. 그 뒤에는 한글문화원의 활발한 보급 활동이 끊어진 가운데, 수요와 비용 문제가 걸려서 딱지를 덧붙여 쓰는 방법이 그나마 현실성 높은 세벌식 자판 보급 방안이 되고 있다.
2000년대부터는 업체에 주문하여 만든 제품을 여럿이 함께 사는 방식으로 3-90 자판, 3-91 자판, 안마태 자판을 비롯한 세벌식 배열을 넣은 글쇠판 제품이 나오기도 하고 있다. 개인 차원에서 레이저 각인으로 빈 글쇠나 영문 배열만 새겨진 글쇠에 세벌식 배열을 새기는 방법이 시도되기도 한다. 그러나 공병우 자판 쪽은 전체 수요가 크지 않은 가운데 대표 배열도 뚜렷하지 않아서, 배열이 글쇠에 새겨진 제품이 꾸준히 나오지 못하고 있다. 안마태 자판 쪽은 안마태연구소 가 2013년부터 글쇠에 배열을 새긴 제품을 내놓고 있다.
또한 다양한 세벌식 자판들을 사용할 수 있도록, 윈도우에서는 날개셋 한글 입력기, 리눅스에서는 Libhangul과 Ibus한글, Mac OS에서는 구름 입력기, 안드로이드에서는 Multiling O Keyboard, iOS에서는 세벌식 입력기가 개발되어 있다.

### 옛한글 넣기
옛한글에는 ㅵ, ㅱ, ᄴ처럼 요즘 한글보다 훨씬 다양한 겹닿소리가 쓰인다. 두벌식 자판은 첫소리와 끝소리를 같은 글쇠로 치므로, 'ㅊㅏㅂㅅㅏㄹ'을 쳤을 때 '찹살'을 친 것인지 '차ᄡᅡᆯ'을 친 것인지를 가릴 수 없다. 그래서 두벌식 자판으로 요즘한글에 쓰이지 않는 겹닿소리가 들어간 옛글을 넣으려면 치는 사람이 때때로 한글 조합을 끊어 주어야 한다. 하지만 세벌식 자판은 첫소리를 치는 때가 앞 낱내(소리마디, 음절) 조합을 끊고 새 낱내 조합을 시작하는 때가 되어 낱내의 경계가 뚜렷이 갈리므로, 치는 사람은 한글 조합을 끊는 일에 신경 쓸 필요 없이 낱소리들을 차례대로 쳐서 옛한글을 넣을 수 있다. 그 때문에 두벌식 옛한글 자판보다 세벌식 옛한글 자판이 옛한글을 빠르고 매끄럽게 넣기에 좋다.

### 도깨비불
두벌식 자판으로 '우리나라'를 입력할 때, '울', '린', '날'처럼 글을 넣는 과정에서 넣고자 한 것이 아닌 글자들이 나타나는 현상을 도깨비불 현상이라 한다. 이것은 자음 모음 두벌 입력으로 초중종을 결정해야하는 과정에서 나타나는 어쩔 수 없는 두벌식 입력기의 단점이다. 세벌식 자판은 입력과정에 의미 없는 글자들이 나타나고 사라지는 현상 없기에 글을 입력하는 행동이 자연스럽다.
세벌식 자판을 지지하는 쪽에서는 두벌식 자판을 쓸 때에 도깨비불 현상 때문에 명확한 인지에 방해를 받고 눈이 피곤하고 오타가 많아진다고 주장하기도 하는데, 이러한 주장을 의학적으로 뒷받침하는 연구나 논문은 아직 없다.

### 복벌식
복벌식은 표준 두벌식과 세벌식 겸용할 수 있게 해 주는 특수한 입력 방안이다. 원래 NumLock이 켜져 있으면 표준 두벌식, NumLock이 꺼져 있으면 세벌식으로 설정하게 하였는데, 그 뒤 한글은 항상 초성으로 시작한다는 점에 착안하여 왼쪽의 글쇠부터 시작하면 두벌식, 오른쪽의 글쇠부터 시작하면 세벌식으로 자동인식하게 한 것도 있다.
눈에 보이는 글자가 고정적이지 않아 복벌식 자체를 표준화하기 어렵고, 컴퓨터가 두벌식, 세벌식 각각의 자판 배열을 인식하고 사용한다.

## 같이 보기
- 세벌식 자판의 종류
- 한글 자판
- 두벌식 자판
- 날개셋 한글 입력기
- 새나루 한글 입력기
- 속기 자판
- 한글 타자기